# Then Churchill Said to Me
Then Churchill Said to Me – brytyjski serial komediowy, wyprodukowany przez BBC w 1982 roku, jednak wyemitowany po raz pierwszy dopiero jedenaście później, w marcu i kwietniu 1993 roku. Składa się z jednej serii, liczącej sześć odcinków. Główną gwiazdą serialu był Frankie Howerd, jego scenarzystami Maurice Sellar i Lou Jones, zaś reżyserem wszystkich odcinków Martin Shardlow.

## Fabuła i konwencja
Podobnie jak w dwóch wcześniejszych serialach z udziałem Frankiego Howerda, Up Pompeii! i Whoops Baghdad, kluczowym elementem każdego odcinka Then Churchill Said to Me są żarty i krótkie monologi Howerda, często wygłaszane wprost do publiczności, z pominięciem czwartej ściany. Pozostali bohaterowie, jak również fabuła odcinków, pełnią rolę drugorzędną i są głównie tłem dla popisów komika. Tak samo jak we wcześniejszych serialach, grana przez Howerda postać jest raczej bojaźliwym nieudacznikiem, otoczonym przez znacznie ważniejszych od siebie ludzi, który ciągle wplątuje się w rozmaite kłopoty.
Akcja serialu rozgrywa się w czasie II wojny światowej, zaś jej miejscem jest ściśle tajny podziemny schron, gdzie mieści się wojenna kwatera premiera Winstona Churchilla i jego sztabu wojennego. Grany przez Howerda szeregowy Potts jest oficjalnie adiutantem jednego z oficerów, lecz w praktyce pełni funkcję pracownika typu "przynieś, podaj, pozamiataj".

## Produkcja i emisja
Produkcja pierwszej i jedynej serii zakończyła się na początku 1982 roku. Wkrótce przed planowaną emisją serialu wybuchła jednak wojna o Falklandy, w wyniku czego odwołano jego premierę. Uznano bowiem, iż wysoce niestosownym byłoby nadawać w okresie toczącej się wojny serial, który tak otwarcie i miejscami brutalnie wyśmiewa brytyjską martyrologię wojenną, głównie (lecz nie tylko) z okresu II wojny światowej, kpiąc sobie z najważniejszych dowódców czy owianego legendą Churchilla. W efekcie serial trafił na półkę i pozostał tam do końca życia Frankiego Howerda, który zmarł w kwietniu 1992 roku.
W 1993 serial doczekał się wreszcie premiery telewizyjnej, na antenie emitującego głównie powtórki kablowego kanału UK Gold, którego BBC było współwłaścicielem i udostępniało mu swoje archiwa. Dopiero w roku 2000, ponad osiemnaście lat po planowanej pierwotnej dacie premiery, serial wyemitowała jedna z głównych anten BBC, a dokładniej BBC Two.

## Główna obsada
- Frankie Howerd jako szeregowy Percy Potts
- Nicholas Courtney jako podpułkownik Robert Whitherton
- Joanna Dunham jako bosman Joan Bottomley
- Shaun Curry jako sierżant McRuckus
- Michael Attwell jako szeregowy Norman Pain